# ドノバン・マクナブ
ドノバン・マクナブ（Donovan Jamal McNabb、1976年11月25日 - ）はイリノイ州シカゴ出身の元アメリカンフットボール選手。現役時代はQBとして活躍し、フィラデルフィア・イーグルスに所属した2004年シーズンには第39回スーパーボウルに導いている。

## 経歴

### プロ入りまで
シカゴで生まれ育った彼は地元の高校を2年次に州のチャンピオンに導いた。また3年次にも Prep Bowl 出場を果たした。また陸上競技とバスケットボールも行っており、アントワン・ウォーカーとチームメートだった。大学進学を決める際に多くの大学からリクルーティングを受けたがQBとして奨学金を用意する約束をしたのはシラキューズ大学とネブラスカ大学だけであった。そして彼はシラキューズ大学進学を選んだ。大学4年間で彼は35勝14敗の成績を残した。
1年次のウェストバージニア大学戦では大学記録となる96ヤードのTDパスを決めると共にトータルオフェンスでは354ヤードを獲得した。シーズン終了後、ビッグ・イースト・カンファレンスの新人王に選ばれた。3年次にはトータルオフェンスで2,892ヤードを獲得し、これは大学記録となった。4年次にはパス251回中157回成功、2,134ヤード、22タッチダウン（1987年にドン・マクファーソンが作った大学記録を更新）、ラン135回でも438ヤードを獲得し8TDをあげて、チームをオレンジボウルに導いたがフロリダ大学に敗れた。この年のシンシナティ大学戦では大学記録タイとなる4TDパス、マイアミ大学戦ではパスで3TD、ランで2TDの計5TDをあげた。彼はカンファレンスの1990年代最優秀攻撃選手に選ばれると共に1996年から1998年まで3年連続でカンファレンス最優秀攻撃選手に選ばれた。大学の20世紀オールタイムチームにも選ばれた。バスケットボールも控え選手として2年間続けており1996年のNCAAトーナメント決勝でケンタッキー大学に敗れたメンバーであった。

### フィラデルフィア・イーグルス
1999年のNFLドラフトではティム・カウチに続いて全体2位でフィラデルフィア・イーグルスから指名されて入団した。テキサス大学のRBリッキー・ウィリアムズの指名を望んだファンからブーイングを浴びた。この年のドラフトでは全体12位までにQBが5人指名され1983年ドラフト組以来となるQB豊作と見られていたがカウチ、アキリ・スミス、ケイド・マクナウンの3人は実績を残せずマクナブとダンテ・カルペッパーだけがNFLで成功を収めている。
豪腕と俊足を武器にシーズン途中から先発QBに昇格すると、以後10年で数々のチーム記録を塗り替える活躍を見せた。
9月19日のタンパベイ・バッカニアーズ戦で後半から途中出場しデビュー、11月14日のワシントン・レッドスキンズ戦で1991年のブラッド・ゴーベル以来となる新人での先発出場を果たしパス21回中8回成功60ヤード獲得に終わったがチームは35-28で勝利した。この試合でラン9回で49ヤードを獲得し、2ポイントコンバージョンも2回成功させた。初先発で勝利したのはイーグルスのQBでは1974年のマイク・ボリラ以来であった。11月21日のインディアナポリス・コルツ戦でNFLキャリア初のTDパスをタイトエンドのチャド・ルイスに通した。彼はシーズン最後の7試合中6試合に先発出場を果たした。
2000年、彼は開幕から先発QBを任された。10月1日のアトランタ・ファルコンズとのホームゲームでは300ヤード以上を投げる活躍を見せて38-10の勝利に貢献した。イーグルスのQBが300ヤード以上をマークしたのは1997年のボビー・ホイング以来のことであった。11月26日のワシントン・レッドスキンズ戦ではパス成功率90.7%及びQBとしては1972年にシカゴ・ベアーズのボビー・ダグラスが127ヤード走った記録以来となる125ヤードをランで獲得した。12月10日のクリーブランド・ブラウンズ戦では自己ベストの390ヤードを獲得した。彼はチームを4年ぶりのプレーオフに導き、タンパベイ・バッカニアーズを21-3で破ったが、翌週ニューヨーク・ジャイアンツに敗れてシーズンを終えた。AP通信が選ぶMVP投票でセントルイス・ラムズのRBマーシャル・フォークに次いで2位の票を獲得した。この年カート・ワーナーが負傷のため辞退したプロボウルに初出場を果たした。またQBとしてはNFLトップの642ヤードを走り（QB記録としては1972年のボビー・ダグラスの968ヤード、1990年のランドール・カニンガムの942ヤード、1997年のスティーブ・マクネアの674ヤードに次ぐ当時歴代4位、その後マイケル・ヴィックが3度これより上回る成績を残している。）6TDラン（イーグルスのQBとしては1988年のカニンガム以来の記録）をあげた。シーズン通して560回のパス試投330回のパス成功記録を残したがこれは1988年にカニンガムが作った記録を12年ぶりに塗り替えた。CBSラジオの年間最優秀選手、NFL on FOXのテリー賞、オール・マッデンチーム（ジョン・マッデンが選ぶオールスター）に選ばれた。
2001年シーズン、この年NFC東地区ライバルのニューヨーク・ジャイアンツに対して第4Qでの逆転勝利を2度演出した。この年3,715ヤードを投げ25TDをあげた。2年連続で3,000ヤード以上のパスを投げたQBはイーグルス史上、ソニー・ジャーゲンセン（1961年-1962年）、ロン・ジャウォースキー（1980年-1981年）、ランドール・カニンガム（1988年-1990年）に次いで彼で4人目であった。プレーオフでのTDパスは通算8回となり、ジャウォースキーの9回に次いでチーム歴代2位となった。ディビジョナルプレーオフのシカゴ・ベアーズ戦ではパス40回中26回成功、262ヤードを獲得、2TDパスで週間MVPに選ばれる活躍を見せてチームを1980年以来20年ぶりにNFCチャンピオンシップゲームまで導いたが、カート・ワーナー率いるセントルイス・ラムズに29-24に敗れた。この年2度目のプロボウルに選ばれた。シーズンオフにチームと新たに12年契約で1億1500万ドル（サインボーナス2,050万ドル）の契約を結んだ。
2002年シーズン、第11週のアリゾナ・カージナルス戦でエイドリアン・ウィルソンらにサックされた際に右足首を骨折した。ロッカールームに運ばれた彼は試合に復帰しパス25回中20回成功、4TDパスをあげる活躍を見せたがX線撮影の結果、骨折していることが明らかになり、レギュラーシーズン最後の6試合を欠場しA・J・フィーリー、コイ・デトマーの2人が先発、彼が欠場した間、5勝1敗とし、チームはNFCトップの12勝4敗の成績でホームアドバンテージを確保した。マクナブはディビジョナルプレーオフで先発に復帰、アトランタ・ファルコンズを20-6で破りタンパベイ・バッカニアーズと対戦したが10-27で敗れてそのシーズン限りで取り壊される本拠地、ベテランズ・スタジアムでの最終戦を勝利で飾れなかった。（バッカニアーズは第37回スーパーボウルで優勝）
2003年9月、前年のスーパーボウルチャンピオン、バッカニアーズとこのシーズン第38回スーパーボウルを制するニューイングランド・ペイトリオッツに新本拠地リンカーン・フィナンシャル・フィールドで敗れ0勝2敗となったところで当時ESPNのコメンテーターを務めていたラッシュ・リンボーによって「彼は黒人QBだから注目を浴びている。」といった趣旨の発言がされ論議を呼んだ。開幕から出遅れたもののこの年後半戦に限ればNFLトップのQBレイティング97.5、パス成功率62%の成績をあげる活躍を見せた。ディビジョナル・プレーオフで、イーグルスはグリーンベイ・パッカーズに対して残り1分を切って3点差でリードを許していた。追い詰められたイーグルスは第4ダウン残り26ヤードのピンチからマクナブのパスをフレディ・ミッチェルがキャッチし、デビッド・エイカーズのFGでまずは同点。直後にブレット・ファーヴが犯したインターセプトから再びエイカーズが登場。決勝のFGを決め勝利した。続く格下と見られたカロライナ・パンサーズとのチャンピオンシップゲームではパス22回中10回成功、100ヤード、3インターセプト、さらに相手LBウィル・ウィザースプーンにフィールドにたたきつけられた際、肋骨を骨折して負傷退場した。
司令塔を失ったチームは14-3で敗れ去り3年連続でスーパーボウル出場をあと1歩で逃すこととなった。こうしてスーパーボウルへあと一歩のところで3年連続チームは敗れたが同一先発QBが3年連続カンファレンスチャンピオンシップゲームで敗れたのは1980年から1982年までダラス・カウボーイズのダニー・ホワイトが敗れて以来のことであった。カンファレンスチャンピオンシップゲーム3試合での彼のQBレイティングは50.5とリーグ最低の成績に終わったQBのシーズン成績より低いものであり大舞台に弱いQBとレッテルが貼られた。一方彼を擁護する意見としてワイドレシーバーの人材がいないという意見もあった。
2004年シーズン、パス成功率64%、31TDパス（ランでも3TDをあげた）、わずか8インターセプトの成績を残した。QBレイティングは104.7でNFL史上初めて30TDパス以上を投げインターセプト一桁で終えたQBとなった。この成績の影にはテレル・オーウェンスの加入があり彼は14TDレシーブをあげた。チーム史上初めて開幕から7連勝を果たし、歴代3位タイとなる残り5試合を残した時点で地区優勝を決めた。地区2位に7ゲーム差、レギュラーシーズンが16試合制になってからフランチャイズ史上最高の13勝3敗でシーズンを終えた。足首の負傷でエースレシーバーのオーウェンスを欠いたものの、プレーオフではミネソタ・バイキングスを27-14、アトランタ・ファルコンズを27-10で破り第15回スーパーボウル以来24年ぶりとなる2度目のスーパーボウルにチームを導き、アフリカ系アメリカ人QBとしては第22回スーパーボウルでのダグ・ウィリアムズ、第34回スーパーボウルのスティーブ・マクネアに次いで史上3人目の出場となった。

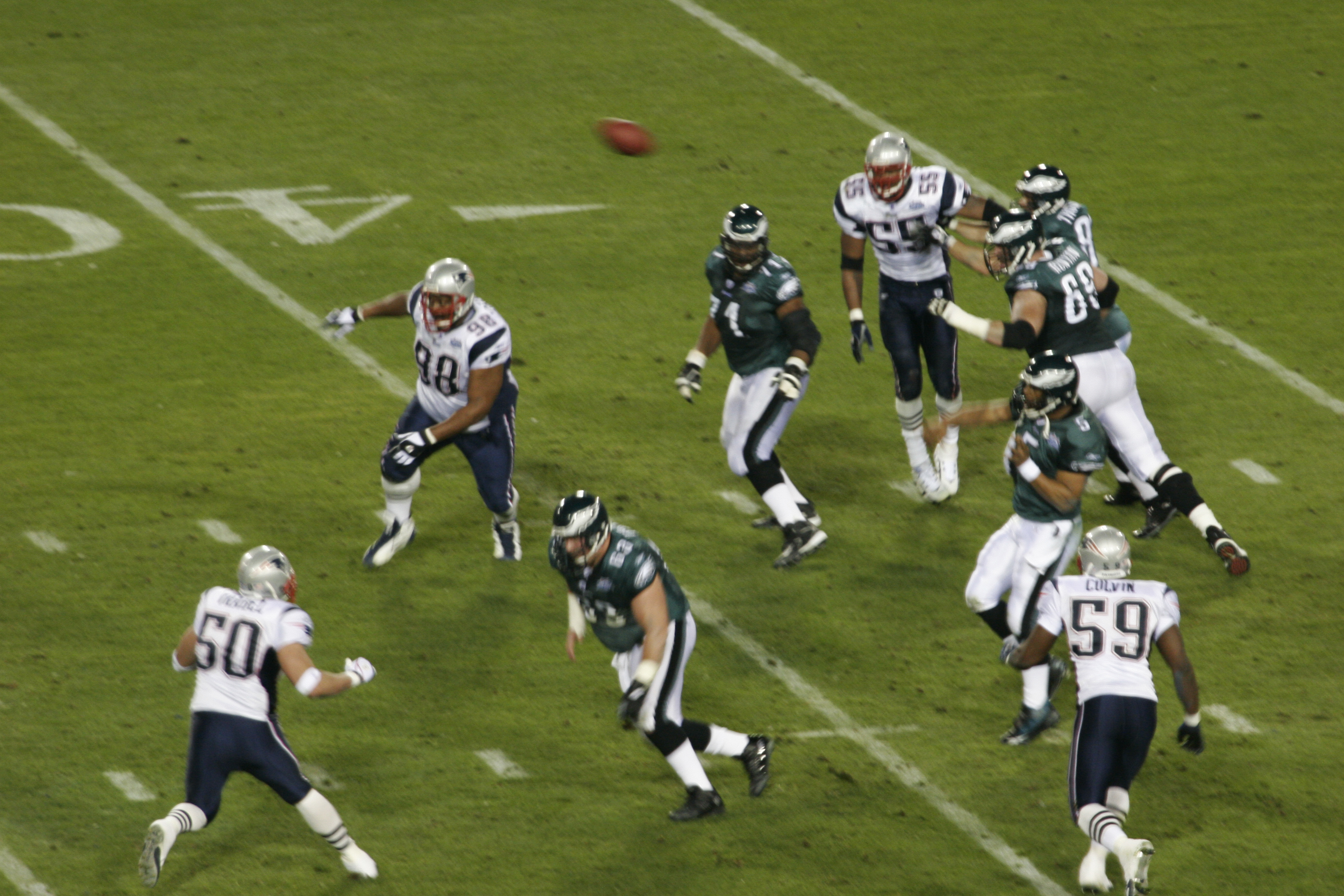
第39回スーパーボウルでパスを投げるマクナブ

第39回スーパーボウルでニューイングランド・ペイトリオッツと対戦した彼は30本のパスを成功させて357ヤードを獲得、3TDをあげたがインターセプト3回、その内2回は敵陣で犯してしまい、チームは21-24で敗れた。またこの日彼は4回サックされた。試合終了後センターのハンク・フラリーやWRのフレディー・ミッチェルはマクナブへの不満をもらした。スーパーボウル敗戦後、エースWRのオーウェンスはマクナブと口をきかないようになった（しかし2010年のオフシーズンに、当時まだ所属先が決まっていなかったオーウェンスは「マクナブとプレイしたい」と語った。）。
2005年シーズン、9月の3試合で964ヤードを投げて8TD、2インターセプトの成績でNFCの月間最優秀選手に選ばれチームは2勝1敗でシーズンを開始した。10月に入ってもイーグルスに相性の悪いアローヘッド・スタジアムでのカンザスシティ・チーフス戦でパス48回中33回成功（パス成功率68.8%）、369ヤード、3TDの成績をあげた。しかし続く4試合を連敗しこの間彼のQBレイティングが72を越えたのはわずか1試合であった。スポーツヘルニア及び痛めた親指でプレーを続けていたが11月14日のマンデーナイトフットボール、ダラス・カウボーイズ戦でロイ・ウィリアムスにインターセプトされた後、タックルしようとしたところ、スコット・シャンルのタックルを受けてフィールドに倒された。このプレーで股関節を痛めた彼は故障者リスト入りしシーズンを終えた。その後マイク・マクマーンが先発QBとなったが2勝5敗の成績でチームは6勝10敗に終わった。彼は9試合でパス357回中211回成功（パス成功率59.1%）2,507ヤードを投げて16TDパス、9インターセプトの成績でシーズンを終えたが16試合出場できたならば4,457ヤードを投げるペースであり2004年の3875ヤードの自己ベストを更新する勢いであった。
2006年シーズン、開幕前にオーウェンスはチームを去りダラス・カウボーイズに入団した。5勝4敗で迎えた11月19日の第11週テネシー・タイタンズ戦でスクランブルした際に前十字靭帯（ACL）と右膝を負傷しシーズンを終えた。彼がレギュラーシーズンを6試合以上欠場するのはここ5年間で3回目のことであった。チームからは彼の負傷が全治8週から12週間であると発表された。控えQBだったジェフ・ガルシアの活躍で5勝5敗だったチームは10勝6敗でシーズンを終えてNFC東地区優勝を果たし、ワイルドカードプレーオフではニューヨーク・ジャイアンツにホームで23-20で勝利、敵地ルイジアナ・スーパードームでニューオーリンズ・セインツに24-27で敗れシーズンを終えた。
2007年シーズンの開幕先発の座も危ぶまれていたがプレシーズンゲームで怪我からの回復を見せた彼は開幕戦のグリーンベイ・パッカーズ戦で先発出場したがパスを半分も通せず、184ヤード、1TDパスの成績でチームは13-16で敗れた。第2週のワシントン・レッドスキンズ戦も12-16で敗れたが第3週のデトロイト・ライオンズ戦でパス26回中21回成功、381ヤードを投げて4TDパス（うち3本はケビン・カーティスへのもの）、56-21の勝利に貢献した。しかし第4週のニューヨーク・ジャイアンツ戦はぱっとせずオウシ・ウメニオーラからは通算12回目のサック（1人の守備選手が特定のQBをサックしたタイ記録）を喫するなどパス31回中15回成功、138ヤード、TDなしであった。第11週のマイアミ・ドルフィンズ戦で足首と右手親指を負傷し翌週からニューイングランド・ペイトリオッツ戦ではA・J・フィーリーが先発したが2試合で7インターセプトを喫した。
2008年シーズン、ここ数シーズン負傷に泣かされ続けていた彼は開幕戦で361ヤード、3TDパスの大活躍を見せた。第3週のピッツバーグ・スティーラーズ戦ではキャリア176個目のTDパスを投げてジャウォースキーの持っていたチーム記録を塗り替えた。その後シンシナティ・ベンガルズ戦でNFL6年ぶりの引き分け試合となった翌週のボルチモア・レイブンズ戦の前半、パス18回中8回成功59ヤードの獲得、2インターセプトの成績でアンディ・リードヘッドコーチは後半から2年目の控えQBケビン・コルブを出場させた。マクナブが負傷以外の理由で途中交代させられたのはキャリア初のことであった。この試合コルブはエド・リードに108ヤードのインターセプトリターンTDを許した。しかし翌週感謝祭の日のアリゾナ・カージナルス戦でマクナブは調子を取り戻しパス39回中27回成功、260ヤードを獲得、4TDをあげた。プレーオフ進出を賭けた最終週のダラス・カウボーイズ戦で自身が持つチームのシーズンパス記録を更新する活躍を見せ、44-6の圧勝でチームをプレーオフに導いた。この年彼は3,916ヤードを投げ、チームの総得点は416点と創設以来最高の記録であった。NFC第6シードながら、ワイルドカードプレーオフではミネソタ・バイキングス相手にブライアン・ウエストブルックへの71ヤードのTDパスを含む300ヤードを投げ26-14と勝利、ニューヨーク・ジャイアンツを23-11と撃破して4年ぶりのチャンピオンシップのピッチに立った。NFCチャンピオンシップゲームではシーズン序盤に破ったアリゾナ・カージナルスと対戦した。この試合は前半で6-24と大量リードを許したが彼はパスを47回投げて375ヤード、3TD、1インターセプトの成績をあげ、第4QにはルーキーWRデショーン・ジャクソンへのパスで逆転したが、その後ワーナーからティム・ハイタワーへのTDパスが決まり25-32で敗れた。
イーグルスではチーム史上2度目となるスーパーボウル進出を果たし、QBとしてのチーム記録（TD、獲得ヤード、勝利数など）の多くを更新しチーム史上最高のQBという評価を得た。NFCチャンピオンシップゲームでは5回進出したうち1度しか勝てていないが、2000年から2009年までの10年間で92勝49敗1分というトム・ブレイディ、ブレット・ファーヴ、ペイトン・マニングに次ぐ好成績を残している。

### ワシントン・レッドスキンズ
2010年4月4日に同地区のライバルチーム、ワシントン･レッドスキンズへ2010年のドラフト2巡目指名権及び2011年のドラフト3巡目または4巡目指名権と引き換えに電撃トレードされた。10月31日のデトロイト・ライオンズ戦では試合終盤にレックス・グロスマンに交代させられ交代の理由についてカイル・シャナハンオフェンスコーディネーターの試合前に調子が悪かったら途中交代させると告げていたというコメント（マクナブはこれを否定）やマイク・シャナハンヘッドコーチが「2ミニッツオフェンスをグロスマンの方が良く理解しているから。」と発言するなど先発QB交代かという憶測も出たが、その後チームと5年間7800万ドル、最大8800万ドルの契約を結んだ。しかし13試合で3377ヤード、14タッチダウン、15インターセプトと成績が振るわず、最後の3試合はレックス・グロスマンに先発の座を奪われ、控えQBに降格した。このことについて、レッドスキンズが優勝した第26回スーパーボウルMVPのマーク・リッピンはオフェンスラインがQBを守れなかったのが原因と、彼を擁護する発言をした。

### ミネソタ・バイキングス
高年俸がネックとなった彼は、2011年7月にドラフト6巡指名権2つとの引き換えでミネソタ・バイキングスへ移籍した。開幕戦ではパス15回中7階成功、39ヤードの獲得に終わるなど、開幕から6試合で1026ヤード、4タッチダウン、2インターセプト、QBレイティング82.6にとどまり、チームが1勝5敗となったところで、先発QBの座を新人のクリスチャン・ポンダーに譲ることとなった。その後シーズン途中でバイキングスから解雇された。

## プレースタイル
黒人QBの特徴である俊足と強肩を武器に戦うタイプで、QBとしてNFL史上最高クラスのランとパスの能力を併せ持った究極のデュアルスレットで、モバイルQBの完成形と言うべき存在。
強肩を生かしたロングパスを得意としており、小柄ながらスピードでミスマッチを作る事に長けたWRを揃えたイーグルスにとって、マクナブのコントロール抜群のロングパスとRB顔負けのスピードを持ったスクランブルは、これ以上にない武器だった。
14秒もの間相手のラッシュをかわしながら、ロングパスを通すなどの劇的な場面を演出する一方、ショートパスでもロングパスと同じ感覚で投げるため、味方でも捕れないボールを投げてしまうのが欠点として挙げられる。

## 評価
フィラデルフィア出身のボクシング世界王者になったバーナード・ホプキンスは人格面は賞賛するものの、治安がそれほど悪くない地域の出身である彼には闘争心が欠けていると批判をしている。

## NFLにおける年間成績
| 年度       | 試合 | 先発試合 | アテンプト | 成功  | 成功率 % | ヤード | ヤード／アテンプト | タッチダウン | インターセプト | レーティング |
| ---------- | ---- | -------- | ---------- | ----- | -------- | ------ | ------------------ | ------------ | -------------- | ------------ |
| 1999       | 12   | 6        | 216        | 106   | 49.1     | 948    | 4.4                | 8            | 7              | 60.1         |
| 2000       | 16   | 16       | 569        | 330   | 58.0     | 3,365  | 5.9                | 21           | 13             | 77.8         |
| 2001       | 16   | 16       | 493        | 285   | 57.8     | 3,233  | 6.6                | 25           | 12             | 84.3         |
| 2002       | 10   | 10       | 361        | 211   | 58.4     | 2,289  | 6.3                | 17           | 6              | 86.0         |
| 2003       | 16   | 16       | 478        | 275   | 57.5     | 3,216  | 6.7                | 16           | 11             | 79.6         |
| 2004       | 15   | 15       | 469        | 300   | 64.0     | 3,875  | 8.3                | 31           | 8              | 104.7        |
| 2005       | 9    | 9        | 357        | 211   | 59.1     | 2,507  | 7.0                | 16           | 9              | 85.0         |
| 2006       | 10   | 10       | 316        | 180   | 57.0     | 2,647  | 8.4                | 18           | 6              | 95.5         |
| 2007       | 14   | 14       | 473        | 291   | 61.5     | 3,324  | 7.0                | 19           | 7              | 89.9         |
| 2008       | 16   | 16       | 571        | 345   | 60.4     | 3,916  | 6.9                | 23           | 11             | 86.4         |
| 2009       | 14   | 14       | 443        | 267   | 60.3     | 3,553  | 8.0                | 22           | 10             | 92.9         |
| 2010       | 13   | 13       | 472        | 275   | 58.3     | 3,377  | 7.2                | 14           | 15             | 77.1         |
| 累計       | 161  | 155      | 5,218      | 3,076 | 58.9     | 36,250 | 6.8                | 230          | 115            | 85.7         |
| プレーオフ | 12   | 12       | 419        | 249   | 59.4     | 2,630  | 6.3                | 18           | 12             | 80.1         |